# Asilus melanacrus
Asilus melanacrus är en tvåvingeart som beskrevs av Christian Rudolph Wilhelm Wiedemann 1828. Asilus melanacrus ingår i släktet Asilus och familjen rovflugor. Inga underarter finns listade i Catalogue of Life.